# اسپخا د سان مارسلینو
اسپخا د سان مارسلینو (به اسپانیایی: Espeja de San Marcelino) یک دهستان در اسپانیا است که در سریا واقع شده‌است.

## خصوصیات
اسپخا د سان مارسلینو ۷۱ کیلومترمربع مساحت و ۲۳۸ نفر جمعیت دارد.